# 100 Greatest of All Time
100 Greatest of All Time è stato un programma televisivo in cinque puntate prodotto per il canale sportivo via cavo  statunitense Tennis Channel e trasmesso nel mese di marzo 2012.
Il fine del programma era quello di esibire la lista dei "100 più grandi tennisti di tutti i tempi", sia uomini che donne. La serie è stata presentata da Jack Nicklaus, Jerry Rice, Wayne Gretzky, Lisa Leslie e da Carl Lewis. Ex prestigiosi tennisti hanno contribuito come commentatori, tra cui Rod Laver, Billie Jean King, Chris Evert, Björn Borg, John McEnroe, Martina Navrátilová, Pete Sampras, e Andre Agassi.

## Lista
Secondo l'emittente, la lista presentata è stata stilata da "un gruppo di esperti internazionali di tennis"; tale classifica include 62 tennisti e 38 tenniste. Gli Stati Uniti sono i più rappresentati (38), seguiti da Australia (17), Francia (7), Gran Bretagna (6) e Repubblica Ceca (5). Quarantatré giocatori provengono dalle Americhe, 39 dall' Europa e 18 dall' Oceania.
| Classifica | Nome                       | Genere | Nazionalità               |
| ---------- | -------------------------- | ------ | ------------------------- |
| 1          | Roger Federer              | ♂      | Svizzera (bandiera)       |
| 2          | Rod Laver                  | ♂      | Australia (bandiera)      |
| 3          | Steffi Graf                | ♀      | Germania (bandiera)       |
| 4          | Martina Navrátilová        | ♀      | /                         |
| 5          | Pete Sampras               | ♂      | Stati Uniti (bandiera)    |
| 6          | Rafael Nadal               | ♂      | Spagna (bandiera)         |
| 7          | Björn Borg                 | ♂      | Svezia (bandiera)         |
| 8          | Margaret Court             | ♀      | Australia (bandiera)      |
| 9          | Chris Evert                | ♀      | Stati Uniti (bandiera)    |
| 10         | Billie Jean King           | ♀      | Stati Uniti (bandiera)    |
| 11         | Don Budge                  | ♂      | Stati Uniti (bandiera)    |
| 12         | Andre Agassi               | ♂      | Stati Uniti (bandiera)    |
| 13         | John McEnroe               | ♂      | Stati Uniti (bandiera)    |
| 14         | Serena Williams            | ♀      | Stati Uniti (bandiera)    |
| 15         | Jimmy Connors              | ♂      | Stati Uniti (bandiera)    |
| 16         | Bill Tilden                | ♂      | Stati Uniti (bandiera)    |
| 17         | Roy Emerson                | ♂      | Australia (bandiera)      |
| 18         | Ivan Lendl                 | ♂      | Cecoslovacchia (bandiera) |
| 19         | Monica Seles               | ♀      | /                         |
| 20         | Ken Rosewall               | ♂      | Australia (bandiera)      |
| 21         | Boris Becker               | ♂      | Germania (bandiera)       |
| 22         | Venus Williams             | ♀      | Stati Uniti (bandiera)    |
| 23         | Fred Perry                 | ♂      | Regno Unito (bandiera)    |
| 24         | Suzanne Lenglen            | ♀      | Francia (bandiera)        |
| 25         | Stefan Edberg              | ♂      | Svezia (bandiera)         |
| 26         | Justine Henin              | ♀      | Belgio (bandiera)         |
| 27         | Maureen Connolly           | ♀      | Stati Uniti (bandiera)    |
| 28         | Arthur Ashe                | ♂      | Stati Uniti (bandiera)    |
| 29         | Helen Wills                | ♀      | Stati Uniti (bandiera)    |
| 30         | Martina Hingis             | ♀      | Svizzera (bandiera)       |
| 31         | John Newcombe              | ♂      | Australia (bandiera)      |
| 32         | Lew Hoad                   | ♂      | Australia (bandiera)      |
| 33         | Mats Wilander              | ♂      | Svezia (bandiera)         |
| 34         | Jack Kramer                | ♂      | Stati Uniti (bandiera)    |
| 35         | Pancho Gonzales            | ♂      | Stati Uniti (bandiera)    |
| 36         | René Lacoste               | ♂      | Francia (bandiera)        |
| 37         | Evonne Goolagong Cawley    | ♀      | Australia (bandiera)      |
| 38         | Maria Bueno                | ♀      | Brasile (bandiera)        |
| 39         | Althea Gibson              | ♀      | Stati Uniti (bandiera)    |
| 40         | Novak Đoković              | ♂      | Serbia (bandiera)         |
| 41         | Guillermo Vilas            | ♂      | Argentina (bandiera)      |
| 42         | Jim Courier                | ♂      | Stati Uniti (bandiera)    |
| 43         | Lindsay Davenport          | ♀      | Stati Uniti (bandiera)    |
| 44         | Arantxa Sánchez Vicario    | ♀      | Spagna (bandiera)         |
| 45         | Kim Clijsters              | ♀      | Belgio (bandiera)         |
| 46         | Henri Cochet               | ♂      | Francia (bandiera)        |
| 47         | Jean Borotra               | ♂      | Francia (bandiera)        |
| 48         | Frank Sedgman              | ♂      | Australia (bandiera)      |
| 49         | Ilie Năstase               | ♂      | Romania (bandiera)        |
| 50         | Tony Trabert               | ♂      | Stati Uniti (bandiera)    |
| 51         | Doris Hart                 | ♀      | Stati Uniti (bandiera)    |
| 52         | Jack Crawford              | ♂      | Australia (bandiera)      |
| 53         | Tracy Austin               | ♀      | Stati Uniti (bandiera)    |
| 54         | Manuel Santana             | ♂      | Spagna (bandiera)         |
| 55         | Gustavo Kuerten            | ♂      | Brasile (bandiera)        |
| 56         | Stan Smith                 | ♂      | Stati Uniti (bandiera)    |
| 57         | Jennifer Capriati          | ♀      | Stati Uniti (bandiera)    |
| 58         | Alice Marble               | ♀      | Stati Uniti (bandiera)    |
| 59         | Margaret Osborne duPont    | ♀      | Stati Uniti (bandiera)    |
| 60         | Virginia Wade              | ♀      | Regno Unito (bandiera)    |
| 61         | Neale Fraser               | ♂      | Australia (bandiera)      |
| 62         | Hana Mandlíková            | ♀      | Cecoslovacchia (bandiera) |
| 63         | Lleyton Hewitt             | ♂      | Australia (bandiera)      |
| 64         | Ellsworth Vines            | ♂      | Stati Uniti (bandiera)    |
| 65         | Pancho Segura              | ♂      | Ecuador (bandiera)        |
| 66         | Bobby Riggs                | ♂      | Stati Uniti (bandiera)    |
| 67         | Fred Stolle                | ♂      | Australia (bandiera)      |
| 68         | Helen Hull Jacobs          | ♀      | Stati Uniti (bandiera)    |
| 69         | Louise Brough              | ♀      | Stati Uniti (bandiera)    |
| 70         | Patrick Rafter             | ♂      | Australia (bandiera)      |
| 71         | Marija Šarapova            | ♀      | Russia (bandiera)         |
| 72         | Gottfried Von Cramm        | ♂      | Germania (bandiera)       |
| 73         | Jaroslav Drobný            | ♂      | Cecoslovacchia (bandiera) |
| 74         | Tony Roche                 | ♂      | Australia (bandiera)      |
| 75         | Pauline Betz Addie         | ♀      | Stati Uniti (bandiera)    |
| 76         | William Renshaw            | ♂      | Regno Unito (bandiera)    |
| 77         | Molla Mallory              | ♀      | Stati Uniti (bandiera)    |
| 78         | Ashley Cooper              | ♂      | Australia (bandiera)      |
| 79         | Gabriela Sabatini          | ♀      | Argentina (bandiera)      |
| 80         | Marat Safin                | ♂      | Russia (bandiera)         |
| 81         | Vic Seixas                 | ♂      | Stati Uniti (bandiera)    |
| 82         | Yevgeny Kafelnikov         | ♂      | Russia (bandiera)         |
| 83         | Jan Kodeš                  | ♂      | Cecoslovacchia (bandiera) |
| 84         | Norman Brookes             | ♂      | Australia (bandiera)      |
| 85         | Yannick Noah               | ♂      | Francia (bandiera)        |
| 86         | Tony Wilding               | ♂      | Nuova Zelanda (bandiera)  |
| 87         | Mary Pierce                | ♀      | Francia (bandiera)        |
| 88         | Amélie Mauresmo            | ♀      | Francia (bandiera)        |
| 89         | Dorothea Douglass Chambers | ♀      | Regno Unito (bandiera)    |
| 90         | Bill Johnston              | ♂      | Stati Uniti (bandiera)    |
| 91         | Shirley Fry Irvin          | ♀      | Stati Uniti (bandiera)    |
| 92         | Svetlana Kuznecova         | ♀      | Russia (bandiera)         |
| 93         | Nicola Pietrangeli         | ♂      | Italia (bandiera)         |
| 94         | Andy Roddick               | ♂      | Stati Uniti (bandiera)    |
| 95         | Thomas Muster              | ♂      | Austria (bandiera)        |
| 96         | Manuel Orantes             | ♂      | Spagna (bandiera)         |
| 97         | Pat Cash                   | ♂      | Australia (bandiera)      |
| 98         | Bunny Austin               | ♂      | Regno Unito (bandiera)    |
| 99         | Ann Haydon-Jones           | ♀      | Regno Unito (bandiera)    |
| 100        | Michael Chang              | ♂      | Stati Uniti (bandiera)    |